# Шееле, Джордж Генрих Адольф
Джордж Генрих Адольф Шееле (нем. George Heinrich Adolf Scheele, 1808 — 1864) — немецкий ботаник.

## Биография
Джордж Генрих Адольф Шееле родился в 1808 году.
Некоторые из его важных коллекций ботанических образцов хранятся в Гербарии Калифорнийской академии наук.
Джордж Генрих Адольф Шееле умер в 1864 году.

## Научная деятельность
Джордж Генрих Адольф Шееле специализировался на семенных растениях.